# 5吋38倍徑砲

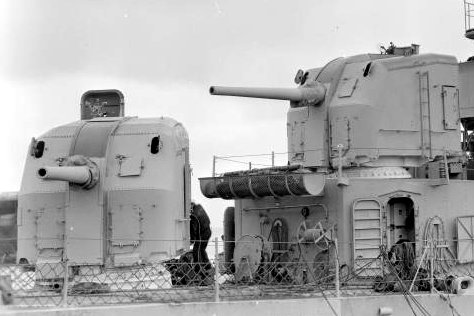
戴維·W·泰勒號上的兩座5吋38倍徑砲

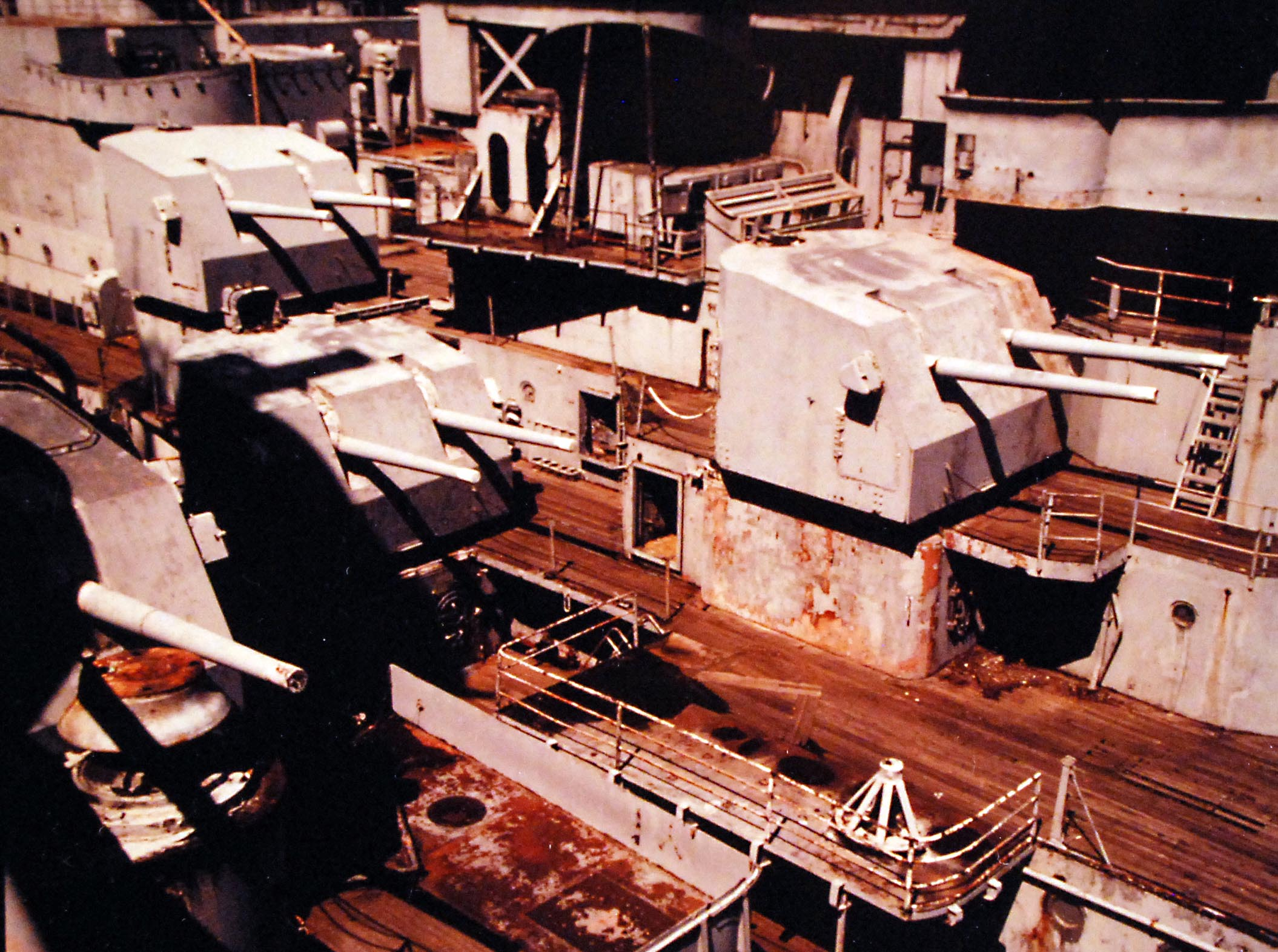
從威斯康辛號(BB 64)左舷艦橋區域向後看愛荷華號(BB 61)的右舷中部，顯示愛荷華州的三座 5吋38口徑砲架。所有副防空型火砲，如40毫米四聯裝砲和單裝20毫米火砲，均已從「封存」戰艦上拆除。照片攝於於1980年4月。

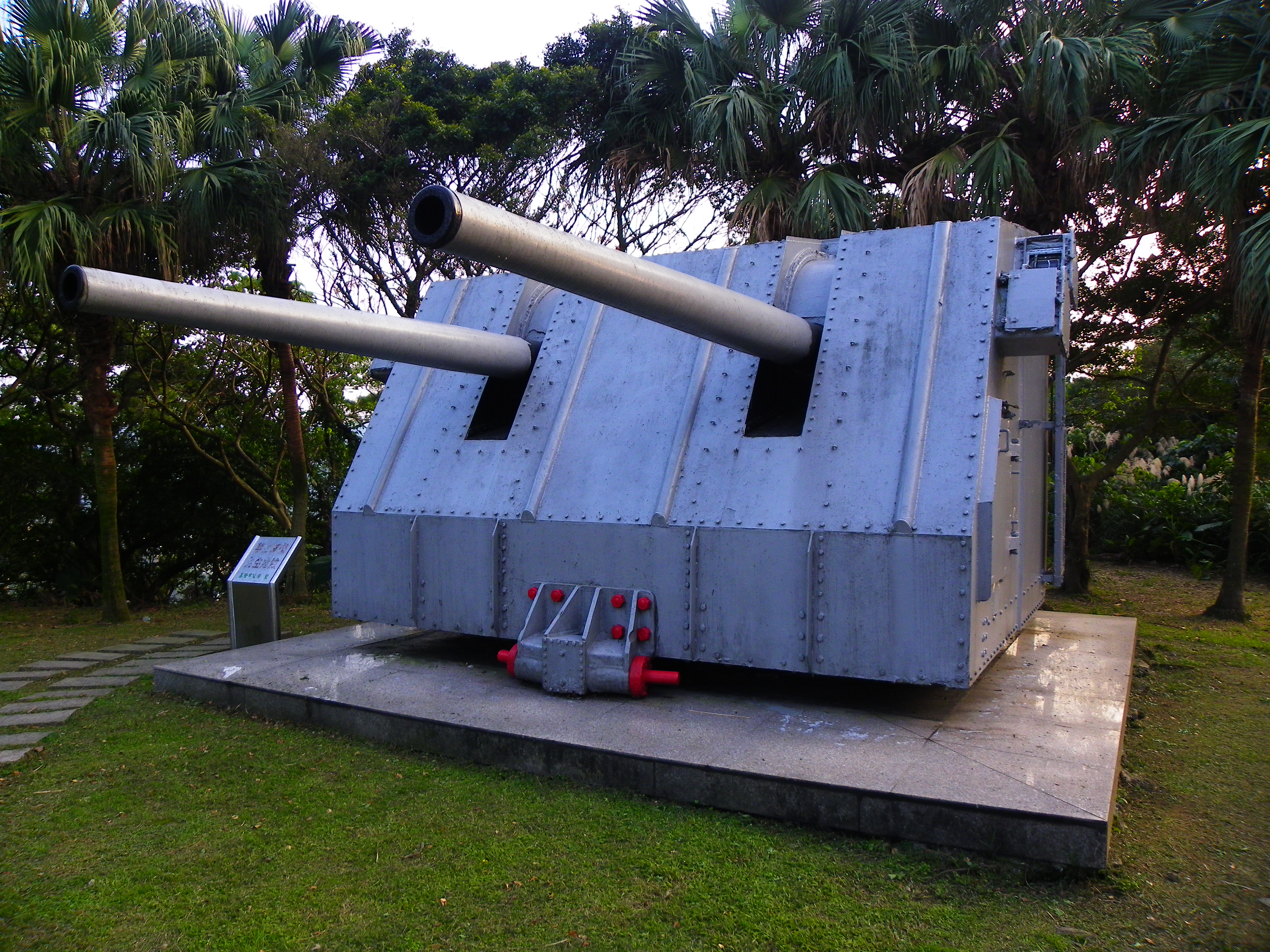
保存在基隆役政公園的二戰海軍5吋38倍徑砲

5吋38倍徑炮（英語：5-inch/38-caliber gun）是美國海軍於第二次世界大戰期間的主力艦砲，亦是當時最為成功的多用途火炮之一。該武器於1934年開始服役，廣泛裝備於驅逐艦、巡洋艦、戰艦及航空母艦上，主要用於對海、對空與岸轟作戰。由於其優異的性能，部分5吋38倍徑炮至今仍被用作岸防炮。

## 發展歷史
1920年代，美國海軍意識到傳統艦炮無法兼顧防空與對艦作戰，因此開始研發一款兼具高射速與良好射程的多用途火炮。1934年，5吋38倍徑炮正式進入美國海軍服役，成為當時美軍驅逐艦、巡洋艦、戰列艦與航母的標準裝備。

## 設計與性能
5吋38倍徑炮是一款半自動艦砲，炮管長4.83公尺（38倍徑），可發射高爆彈（HE）、穿甲彈（AP）及防空彈藥（VT引信）。其優勢在於：
- 高射速：平均每分鐘可發射15至22發，雙聯裝配置時仍可維持高射速，適合作為防空武器。
- 靈活性：具備−15°至 +85°的射角範圍，能夠應對高速空中與水面目標。
- 彈藥兼容性：可發射多種類型彈藥，包括高爆彈、照明彈、破片彈等。

該炮廣泛採用於美國海軍艦艇，如：
- 弗萊徹級驅逐艦
- 巴爾的摩級重巡洋艦
- 衣阿华级战列舰
- 艾塞克斯級航空母艦

## 戰史應用

### 第二次世界大戰
5吋38倍徑炮在太平洋戰爭中發揮了極大作用，特別是在對抗日軍神風特攻隊的戰鬥中，該炮搭配VT近炸引信，成功擊落大量敵機。美軍戰艦與航空母艦均配備此型火炮，以提供強大的防空與對海火力支援。

### 韓戰與越戰
在韓戰及越戰期間，5吋38倍徑炮主要用於海岸炮擊與火力支援，對敵軍陣地和補給線造成嚴重破壞。

## 退役與現存狀況
隨著現代導彈技術的發展，5吋38倍徑炮於20世紀70年代逐步退役，並被Mk 42艦砲與Mk 45艦砲所取代。然而，美國及部分國家仍將其作為岸防炮或訓練用途使用。今日，許多博物館艦艇上仍可見到此型火炮，包括：
- 密蘇里號戰艦 (BB-63)（美國珍珠港博物館）
- 艾奧瓦號戰艦 (BB-61)（洛杉磯港）
- 麻薩諸塞號戰艦 (BB-59)（美國戰艦博物館）

## 外部連結
- 美國海軍歷史中心
- NavWeaps - 5吋38倍徑炮技術詳解

1. ↑  Friedman, Norman. . Naval Institute Press. 1991. ISBN 978-0-87021-459-2.